# Dasychira hyphasma
Dasychira hyphasma är en fjärilsart som beskrevs av Collenette 1936. Dasychira hyphasma ingår i släktet Dasychira och familjen tofsspinnare. Inga underarter finns listade i Catalogue of Life.